# Лайонс-Бей
Лайонс-Бей (англ. Lions Bay) — селище у провінції Британська Колумбія, Канада. Розташоване в окрузі Великий Ванкувер.
Виникло на місці популярного серед мешканців Ванкувера кемпінгу. Перші постійні мешканці з'явилися у цій місцевості у 1960-х роках, а 1971 року Лайонс-Бей отримав статус селища.

## Клімат
| Клімат Лайонс-Бей       | Клімат Лайонс-Бей | Клімат Лайонс-Бей | Клімат Лайонс-Бей | Клімат Лайонс-Бей | Клімат Лайонс-Бей | Клімат Лайонс-Бей | Клімат Лайонс-Бей | Клімат Лайонс-Бей | Клімат Лайонс-Бей | Клімат Лайонс-Бей | Клімат Лайонс-Бей | Клімат Лайонс-Бей | Клімат Лайонс-Бей |
| Показник                | Січ.              | Лют.              | Бер.              | Квіт.             | Трав.             | Черв.             | Лип.              | Серп.             | Вер.              | Жовт.             | Лист.             | Груд.             | Рік               |
| Абсолютний максимум, °C | 16                | 17                | 22                | 24                | 28,5              | 32,5              | 34                | 33,5              | 30,5              | 23,5              | 16,5              | 17                | 34                |
| Середній максимум, °C   | 6,1               | 7,7               | 10,5              | 13,9              | 17,1              | 20,1              | 22,7              | 22,4              | 19,8              | 13,5              | 8,2               | 5,3               | 13,9              |
| Середня температура, °C | 3,8               | 4,9               | 7,2               | 9,9               | 12,9              | 15,9              | 18,3              | 18                | 15,5              | 10,4              | 5,9               | 3,2               | 10,5              |
| Середній мінімум, °C    | 1,5               | 2,1               | 3,7               | 6                 | 8,7               | 11,5              | 13,8              | 13,6              | 11,1              | 7,3               | 3,5               | 1,2               | 7                 |
| Абсолютний мінімум, °C  | −8                | −12               | −4                | 1                 | 2,5               | 6                 | 9                 | 9,5               | 5,5               | −3,5              | −12,5             | −11               | −12,5             |
| Норма опадів, мм        | 229               | 161               | 161               | 139               | 101               | 79                | 55                | 63                | 71                | 198               | 289               | 212               | 1757              |
| ----------------------- | ----------------- | ----------------- | ----------------- | ----------------- | ----------------- | ----------------- | ----------------- | ----------------- | ----------------- | ----------------- | ----------------- | ----------------- | ----------------- |
| Джерело:                |                   |                   |                   |                   |                   |                   |                   |                   |                   |                   |                   |                   |                   |